# Oleguer Presas Renom
Oleguer Presas i Renom (Sabadell, 2 februari 1980), voetbalnaam Oleguer, is een voormalig Spaans voetballer. Tijdens zijn profcarrière speelde hij als verdediger voor UDA Gramenet, FC Barcelona en AFC Ajax. Hij won onder meer de Champions League, de Spaanse Supercup, de KNVB beker en zowel Spaanse als Nederlandse landstitels. Als international kwam Oleguer 6 keer uit voor het Catalaans voetbalelftal. Medio 2011 beëindigde Oleguer op pas 31-jarige zijn profcarrière. Hij wilde zich volledig richten op andere zaken, waaronder politiek.
In Spanje staat Oleguer als overtuigd Catalanist ook bekend om zijn politieke activiteiten en opvattingen. Als schrijver publiceerde hij in maart 2006 het filosofisch boek Camí d'Ítaca, geschreven in de Catalaanse taal.

## Clubcarrière

### FC Barcelona
Oleguer begon met clubvoetbal op elfjarige leeftijd als middenvelder bij het plaatselijke clubje Lepanto. Bovendien beoefende hij verschillende andere sporten, waaronder tennis en basketbal. Het ging Oleguer vooral om plezier en minder om presteren. Bij zijn tweede voetbalclub werd de Catalaan omgevormd tot verdediger. Uiteindelijk ging Oleguer het voetbal serieuzer nemen. Hij speelde eerst voor UEA Gramenet, voordat hij in 2001 bij Barça B kwam. De verdediger maakte zijn officieuze debuut voor het eerste elftal in de strijd om de Trofeu Joan Gamper tegen Rode Ster Belgrado op 24 augustus 2002. Zijn officiële debuut voor FC Barcelona volgde op 13 november 2002 tegen Galatasaray in de UEFA Champions League. Sinds de komst van Frank Rijkaard als trainer is Oleguer een vaste waarde. Op 24 april 2005 maakte Oleguer in de uitwedstrijd tegen Málaga CF zijn eerste officiële doelpunt voor FC Barcelona. In 2005 en 2006 werd Oleguer met de Catalaanse voetbalclub kampioen van Spanje. In 2006 won hij bovendien de UEFA Champions League. In het seizoen 2007/08 had hij geen goed seizoen, met weinig speeltijd doordat Barcelona veel dure aankopen voorrang gaf zoals Gabriel Milito.

### AFC Ajax
Oleguer werd op 16 juli 2008 gecontracteerd door Ajax en tekende tot en met de zomer van 2011. Oleguer kostte Ajax 3 miljoen. Elke keer wanneer Ajax de Champions League zou bereiken in de eerste 3 jaar, zou het een bedrag van €750.000 overmaken naar Barcelona.
Oleguer startte onmiddellijk in de basis bij Ajax als centrale verdediger. Puur als verdediger speelde Oleguer sober en solide en maakte weinig fouten, maar veel gehoorde kritiek was dat dat hij opbouwend weinig aan het spel van Ajax toevoegt. Dit leidde ertoe dat Oleguer soms werd gewisseld met Gregory van der Wiel die centraal ging spelen en Oleguer rechtsback. Tegen de winterstop aan werd Oleguer steeds vaker door trainer Marco van Basten gewisseld vanwege de fouten in zijn opbouwende spel. Zodoende werd in de winterstop Rob Wielaert aangetrokken van FC Twente. Daarnaast begon Toby Alderweireld ook steeds meer aan het eerste elftal te ruiken. Oleguer kwam hierna meer in vorm, door blessures van andere spelers speelde hij meer in de basis naast Wielaert. Desondanks werd hij in de loop van het seizoen steeds vaker gewisseld. Met de komst van de Ajax trainer Martin Jol raakte Oleguer zijn basisplaats kwijt aan de Belgen Jan Vertonghen en Toby Alderweireld. Na het kampioenschap van 2011 liep het contract van Oleguer af en vertrok hij bij Ajax.

### AD Guíxols
In april 2012 dook Oleguer op bij AD Guíxols, een Catalaanse club uitkomend in de Primera Divisió Catalana, een regionale divisie. Hij stelde dat hij maar beperkte keuzes had, omdat hij vanwege zijn politieke standpunten en zijn moeizame houding ten opzichte van de Spaanse regering in Madrid moeilijk kon uitkomen voor een Spaanse club. Zijn opties beperkten zich daarom tot het spelen voor een Catalaanse club, desnoods op een lager niveau, of in het buitenland. De Belgische voetbalclub KVC Westerlo toonde interesse, maar de club en omgeving voldeden niet aan de wensen van Oleguer.
Tijdens het seizoen 2011/12 haakte Oleguer aan in de 27ste speelronde van de Primera Divisió Catalana en speelde vervolgens met AD Guíxols 8 competitiewedstrijden. Hij maakte zijn debuut in de uitwedstrijd tegen Júnior Futbol Club (2-1 winst). Op 3 juni 2012 speelde Oleguer zijn laatste wedstrijd, in de 2-1 verloren competitiewedstrijd tegen de vice-kampioen UE Vilassar de Mar.
Aan het einde van het seizoen, waarin Guíxols eindigde op de dertiende plaats, stopte Oleguer op 32-jarige leeftijd zijn voetbalcarrière definitief.

## Interlandloopbaan
Zijn goede prestaties waren ook Luis Aragonés, bondscoach van Spanje, opgevallen en Oleguer werd in 2006 opgeroepen voor een trainingsstage voor de nationale ploeg. Na eerdere uitspraken verwachtten veel Spanjaarden een afwijzing, maar Oleguer besloot toch naar de stage te gaan. In een gesprek met Aragonés liet Oleguer weten niet voor Spanje te willen uitkomen. Verwant aan Catalonië, de Catalaanse taal en cultuur, is het Catalaans voetbalelftal voor Oleguer zijn enige nationale team.

### Catalaans voetbalelftal
In mei 2004 debuteerde Oleguer in het Catalaans elftal, tegen Brazilië (2-5 verlies). Hij werd als basisspeler na 45 minuten vervangen voor Albert Lopo. Door een blessure moest hij op 29 december 2007 de uitwedstrijd tegen Baskenland missen, evenals de interland tegen Argentinië op 24 mei 2008. De interland tegen Colombia op 28 december 2008 kon Oleguer niet bijwonen wegens clubverplichtingen met AFC Ajax. Na een ongelukkige afwezigheid van bijna 3 jaar werd Oleguer in december 2009 opgeroepen door de nieuwe Catalaanse bondscoach Johan Cruijff voor de wedstrijd om de Trofeu Catalunya Internacional tegen Argentinië. De wedstrijd om deze vriendschapsbeker werd eindigde in een 4-2 winst voor Catalonië. Sindsdien werd Oleguer niet meer opgeroepen voor wedstrijden van het Catalaans elftal. Oleguer speelde in totaal 6 duels, waarin hij niet wist te scoren.
| Interlands van Oleguer voor Catalonië | Interlands van Oleguer voor Catalonië | Interlands van Oleguer voor Catalonië | Interlands van Oleguer voor Catalonië | Interlands van Oleguer voor Catalonië | Interlands van Oleguer voor Catalonië |                             |
| №                                     | Datum                                 | Wedstrijd                             | Uitslag                               | Type                                  | Doelpunten                            |                             |
| Als speler bij FC Barcelona           | Als speler bij FC Barcelona           | Als speler bij FC Barcelona           | Als speler bij FC Barcelona           | Als speler bij FC Barcelona           | Als speler bij FC Barcelona           | Als speler bij FC Barcelona |
| ------------------------------------- | ------------------------------------- | ------------------------------------- | ------------------------------------- | ------------------------------------- | ------------------------------------- | --------------------------- |
| 1.                                    | 25-05-2004                            | Catalonië – Brazilië                  | 2 – 5                                 | Vriendschappelijk                     | 0                                     |                             |
| 2.                                    | 29-12-2004                            | Catalonië – Argentinië                | 0 – 3                                 | Vriendschappelijk                     | 0                                     |                             |
| 3.                                    | 28-12-2005                            | Catalonië – Paraguay                  | 1 – 1                                 | Vriendschappelijk                     | 0                                     |                             |
| 4.                                    | 24-05-2006                            | Catalonië – Costa Rica                | 2 – 0                                 | Vriendschappelijk                     | 0                                     |                             |
| 5.                                    | 08-10-2006                            | Catalonië – Baskenland                | 2 – 2                                 | Vriendschappelijk                     | 0                                     |                             |
| Als speler bij AFC Ajax               |                                       |                                       |                                       |                                       |                                       |                             |
| 6.                                    | 31-12-2009                            | Catalonië – Argentinië                | 4 – 2                                 | Trofeu Catalunya Internacional        | 0                                     |                             |

## Overzicht
| Seizoen | Club           | Land      | Competitie               | Wedstrijden | Doelpunten |
| ------- | -------------- | --------- | ------------------------ | ----------- | ---------- |
| 1999/00 | Gramenet UEA   | Spanje    | Segunda División B       | 1           | 0          |
| 2000/01 | Gramenet UEA   | Spanje    | Segunda División B       | 40          | 2          |
| 2001/02 | FC Barcelona B | Spanje    | Segunda División B       | 34          | 0          |
| 2002/03 | FC Barcelona B | Spanje    | Segunda División B       | 28          | 2          |
| 2002/03 | FC Barcelona   | Spanje    | Primera División         | 3           | 0          |
| 2003/04 | FC Barcelona   | Spanje    | Primera División         | 18          | 0          |
| 2004/05 | FC Barcelona   | Spanje    | Primera División         | 36          | 1          |
| 2005/06 | FC Barcelona   | Spanje    | Primera División         | 33          | 0          |
| 2006/07 | FC Barcelona   | Spanje    | Primera División         | 25          | 0          |
| 2007/08 | FC Barcelona   | Spanje    | Primera División         | 12          | 0          |
| 2008/09 | AFC Ajax       | Nederland | Eredivisie               | 27          | 1          |
| 2009/10 | AFC Ajax       | Nederland | Eredivisie               | 6           | 0          |
| 2010/11 | AFC Ajax       | Nederland | Eredivisie               | 3           | 1          |
| 2011/12 | AD Guíxols     | Spanje    | Primera Divisió Catalana | 8           | 0          |
| Totaal: |                |           |                          | 274         | 7          |

## Leven buiten het voetbal
Oleguer staat erom bekend dat hij de media-aandacht die hij geniet als voetballer gebruikt om te ageren tegen het onrecht in de wereld en is politiek zeer uitgesproken. Zo droeg hij zijn eerste doelpunt voor Barcelona op aan een 14-jarige jongen uit zijn geboortestad Sabadell. Deze jongen was eerder die week opgepakt omdat hij proteststickers aan het plakken was tegen de burgemeester van de stad die hij beschuldigde van machtsmisbruik en vriendjespolitiek. Dit was niet de eerste keer dat hij zich verzette tegen de autoriteiten van Sabadell. Bij de ontruiming van een alternatief café in 2003 vielen ruim twintig gewonden en werden elf jongeren gearresteerd. Onder de arrestanten bevond zich Oleguer. Later noemde hij dit in een interview ‘buitensporig fascistisch geweld’. In 2007 werd bekend dat er 3 jaar cel tegen hem werd geëist in verband met de rellen bij deze ontruiming.
Zijn levensstijl heeft hij nooit laten beïnvloeden door de voetbalwereld, ondanks dat hij bij Barcelona ruim een miljoen euro per jaar verdiende. Jarenlang deelde hij in Barcelona een flat met een groep vrienden en ging hij naar de trainingen in een Volkswagen bestelbus.
Oleguer heeft ook een boek geschreven. Op 30 maart 2006 publiceerde hij zijn eerste boek, Camí d'Ítaca (De weg naar Ithaka). Hierin behandelt hij uiteenlopende onderwerpen zoals jeugdanorexia, strijd tegen het fascisme, de rol van Spanje in de Golfoorlog en de Irakoorlog, zijn liefde voor tennis en zijn ervaringen tijdens de viering van de landstitel van 2005.
In februari 2007 zorgde Oleguer voor opschudding toen hij zich in het openbaar uitliet over de situatie van Iñaki de Juana Chaos, een gevangen ETA-terrorist in hongerstaking wiens verzoek om vrijlating door de Hoge Raad in Spanje werd afgewezen. Volgens Oleguer krijgen andere gevangenen in dezelfde levensbedreigende omstandigheden wel verzorging en hij vond de afwijzing tot vrijlating lijken op hypocrisie. Door zijn uitspraken verloor Oleguer zijn sponsorcontract met Kelme, die niet met politieke meningen geassocieerd wilde worden. Ook collega-voetballer Salvador Ballesta, bekend om zijn fervent patriottisme en extreemrechtse ideeën, kon zich niet vinden in de uitspraken van Oleguer en hij verkondigde op de Spaanse radiozender Onda Cero "meer respect te hebben voor een hondendrol dan voor Oleguer". In Catalonië kreeg de speler veel bijval voor zijn standpunt en werd een online petitie opgestart tegen de beslissing van Kelme. Oleguer sloot een nieuw sponsorcontract af met Diadora. Het geld dat hij daarbij ontving, heeft hij geschonken aan goede doelen.
Oleguer zorgde in oktober 2007 wederom voor opschudding door als co-piloot naast Xevi Pons deel te nemen aan de Rally Catalunya-Costa Daurada. Het duo Pons-Oleguer eindigde als tweede, maar FC Barcelona was niet blij met het uitstapje van Oleguer. Contractueel mag hij immers geen gevaarlijke sporten uitoefenen zonder toestemming.
Op 1 oktober 2010 trad in Nederland het verbod op kraken in werking en daarom waren er verschillende krakersprotesten in Amsterdam. Oleguer deed daar ook aan mee, maar omdat hij alleen maar aan het vreedzame gedeelte meedeed had Ajax daar geen problemen mee.
In november 2012 stelde Oleguer zich kandidaat voor de Catalaanse parlementsverkiezingen van 2012. Hij was hierbij aangesloten bij de Candidatura d'Unitat Popular (CUP), een extreemlinkse partij, die Catalaanse onafhankelijkheid opvoert als speerpunt. Met 126.219 stemmen behaalde de CUP drie zetels. Dit was echter niet voldoende voor Oleguer om plaats te kunnen nemen in het parlement; hij stond namelijk op de 83ste plaats van de kieslijst.

## Erelijst
| Competitie            |        |                  |      |      |
| Competitie            | Aantal | Jaren            |      |      |
| Ajax                  | Ajax   | Ajax             | Ajax | Ajax |
| --------------------- | ------ | ---------------- | ---- | ---- |
| Eredivisie            | 1x     | 2010/11          |      |      |
| KNVB beker            | 1x     | 2009/10          |      |      |
| FC Barcelona          |        |                  |      |      |
| Internationaal        |        |                  |      |      |
| UEFA Champions League | 1x     | 2005/06          |      |      |
| Nationaal             |        |                  |      |      |
| Primera División      | 2x     | 2004/05, 2005/06 |      |      |
| Supercopa             | 2x     | 2005, 2006       |      |      |